# Байтеряков, Габдуллатиф Хабибуллович
Габдуллати́ф Хабибу́ллович Байтеря́ков (тат. Габделлатыйф Хәбибулла улы Байтирәкев; 29 марта 1873—1951) — российский политик, депутат IV Государственной думы Российской империи от Уфимской губернии.

## Биография
Габдуллатиф Хабибуллович Байтеряков, татарин, мусульманского вероисповедания, крестьянин деревни Ташлыкуль, родился 29 марта 1873 года. Окончил начальную русско-татарскую школу и после её окончания в 1887 году поступил в Оренбургскую татаро-башкирскую учительскую школу.
С 1894 служил в армии, ушёл в запас в 1899 году в звании унтер-офицера. После службы в армии работал в Давлекановском лесничестве вплоть до повторного призыва во время русско-японской войны 1904—1905 года. С 1908 заведующий по конско-воинской повинности, затем счетовод в Богадинском волостном правлении (годовое жалованье 400 рублей). Гласный Белебеевского уездного земского собрания. Земледелец (4,6 десятины надельной и 10 десятин собственной земли).
В 1912 году был избран в IV Государственную Думу от уфимской губернии, входил в мусульманскую фракцию, являлся членом земельной комиссии до мая 1917 года.
После Oктябрьской революции Габдуллатиф Байтеряков отошёл от государственной деятельности и работал в общественных и корпоративных организациях в Уфе (1920—1921 г.г. работал в Буздякском хлебозаготовительном пункте. В 1924—1929 году - бухгалтер Буздякского кредитного товарищества). В связи с его принадлежностью к дореволюционному парламенту он расценивался советской властью как «ненадёжный элемент»: в 1928 году комиссия башкирского Наркомпроса исключила детей Байтерякова из высших учебных заведений как детей «классово чуждого элемента». Байтеряков в заявлении в Башнаркомат рабоче-крестьянской инспекции писал:

… такой взгляд, по моему, ошибочен, потому что я хотя был членом IV Государственной думы, но по выбору от крестьянского населения, как сам крестьянин потомственный, а не от помещиков или купцов. Я, будучи членом Думы, принадлежал к левому крылу её и защищал интересы крестьянства, что может быть известно следившим за работой Думы, откуда вернулся домой в мае месяце 1917 года и с тех пор живу в своей волости и работаю на общественных и кооперативных организациях, занимаюсь сельскохозяйством лично. Право голоса в выборах Советской власти имею, среднего состояния (имею 2-х лошадей и 1 корову) и, следовательно, нет места называть меня чуждым элементом…
Инспекция решила дать возможность детям Байтерякова доучиться, лишив их стипендии, но решением Башнаркомпроса они были исключены. Сам Байтеряков в 1929 году был ложно обвинён и отбывал ссылку в Архангельске до 1932 года. После возвращения Габдуллатиф Байтеряков проживал в Уфе, где и скончался в 1951 году. После своей смерти он был реабилитирован.